# Abd al-Kadir (imię)
Abd al-Kadir, arab. عبد القادر – arabskie imię męskie.
- Abd al-Kadir – emir arabski, algierski przywódca
- Abd al-Kadir al-Baghdadi – arabski biograf, filolog i antologista.
- Abd al-Kadir ibn Ghajbi – azerski pieśniarz i muzykolog
- Abd al-Kadir Badżamal
- Abd al-Kadir al-Badri